# Tchenaran (Iran)
Pour les articles homonymes, voir Tchenaran (homonymie).
Tchenaran (en persan : چناران / Čenârân) est une ville de montagne, touristique, située au nord-est de l'Iran, dans la province du Khorassan-e Razavi.
La Tour Radekan datant du XIIIe siècle est un monument se situe à 26 km de Tchenaran.

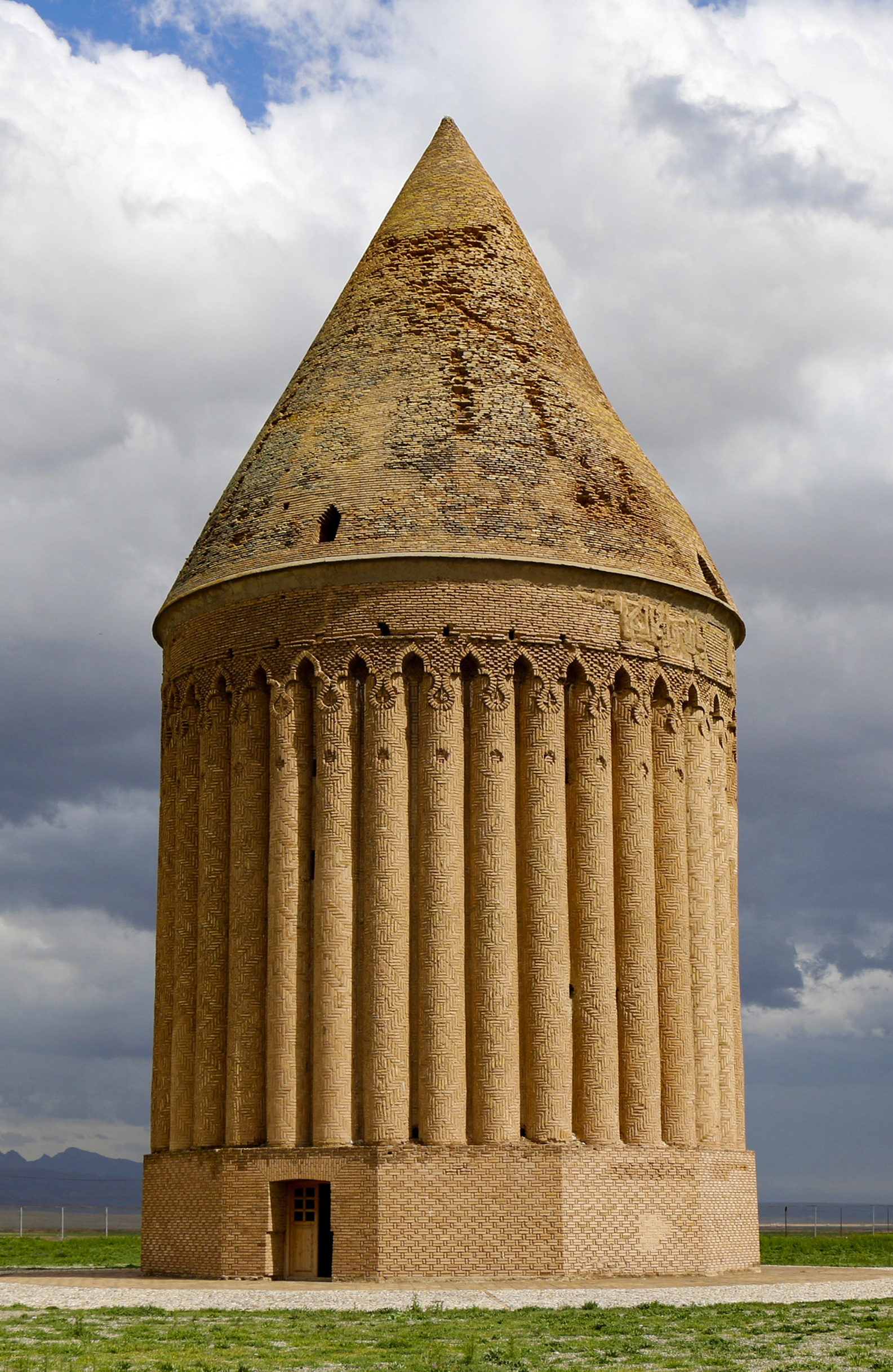
Tour Radekan